# Euphyia luteola
Euphyia luteola är en fjärilsart som beskrevs av Paul Dognin 1901. Euphyia luteola ingår i släktet Euphyia och familjen mätare. Inga underarter finns listade i Catalogue of Life.